# 확률 변수

확률론에서 확률 변수(確率變數, 영어: random variable)는 확률 공간에서 다른 가측 공간으로 가는 가측 함수이다. 시행의 결과에 따라 값이 결정되는 변수를 나타낸다. 가측 함수 조건은 확률 변수가 공역이 되는 가측 공간 위에 새로운 확률 측도를 유도할 수 있도록 하기 위해 필요하다. 이 확률 측도는 흔히 확률 분포라고 부른다.
확률 변수는 아직 실제로 나타나지는 않았지만 나타날 가능성이 있는 모든 경우의 수에 해당하는 값을 가질 수 있다. 주사위를 굴리는 등 실제로 무작위적인 시행에 대해서도 쓸 수 있고, 양자역학처럼 예측 불가능한 물리적 변수의 시행 결과에 대해서도 확률 변수라는 단어를 사용한다. 이처럼 정확히 알지 못하는 어떤 양적 변수의 잠재적인 결과에 대해 확률이라는 단어를 쓸 수 있는가에 대한 논의도 오랜 시간 동안 이루어져왔다.

## 정의
확률 공간 {\displaystyle (\Omega ,{\mathcal {F}},\Pr )} 위의, 가측 공간 {\displaystyle (E,{\mathcal {E}})}의 값을 가지는 확률 변수는 가측 함수 {\displaystyle X\colon (\Omega ,{\mathcal {F}})\to (E,{\mathcal {E}})}를 뜻한다. (즉, 임의의 가측 집합 {\displaystyle S\in {\mathcal {E}}}에 대하여, 사건 {\displaystyle X^{-1}(S)\in {\mathcal {F}}} 및 그 확률을 생각할 수 있다.) 확률론에서는 측도론의 용어를 다음과 같이 대체한다.
- 확률 변수의 정의역 {\displaystyle (\Omega ,{\mathcal {F}},\Pr )}은 확률 변수의 확률 공간이다.
- 확률 변수의 공역 {\displaystyle (E,{\mathcal {E}})}은 확률 변수의 상태 공간(狀態空間, 영어: state space)이다.

확률 변수 {\displaystyle X\colon \Omega \to E}는 그 상태 공간 {\displaystyle E} 위에 다음과 같은 확률 측도 {\displaystyle \Pr(X\in \cdot )}를 유도한다.
{\displaystyle \Pr(X\in S)=\Pr(X^{-1}(S))\qquad \forall S\in {\mathcal {E}}}
이는 확률 변수 {\displaystyle X}가 {\displaystyle S} 속의 값을 가질 확률이라고 한다. 여기서
{\displaystyle X^{-1}(S)=\{\omega \in \Omega \colon X(\omega )\in S\}}
이다.
만약 상태 공간이 위상 공간인 경우, 상태 공간은 통상적으로 보렐 시그마 대수를 사용한다. 예를 들어, 실수 값을 갖는 확률 변수는 실수의 보렐 시그마 대수에 대한 가측 함수이다. (반면, 보렐 시그마 대수 대신 르베그 가측 집합의 시그마 대수를 사용하면, 연속 함수이지만 가측 함수가 아닌 함수들이 존재하게 된다.) 만약 정의역이 이산 확률 공간(즉, 모든 부분 집합이 사건인 확률 공간)일 경우, 모든 함수 {\displaystyle \Omega \to E}는 가측 함수이며, 따라서 정의에서 가측성 조건을 생략할 수 있다.

## 예

### 예1
주사위를 던져 나오는 눈의 수를 추상화한 확률 공간
{\displaystyle (\Omega ,{\mathcal {F}},\operatorname {Pr} )}
{\displaystyle \Omega =\{1,2,\dots ,6\}}
{\displaystyle {\mathcal {F}}={\mathcal {P}}(\{1,2,\dots ,6\})}
{\displaystyle \operatorname {Pr} (\{1\})=\operatorname {Pr} (\{2\})=\operatorname {Pr} (\{3\})=\operatorname {Pr} (\{4\})=\operatorname {Pr} (\{5\})=\operatorname {Pr} (\{6\})=1/6}
을 생각하자. 즉, 1부터 6까지의 수가 나올 수 있으며, 각각의 수가 나올 확률은 같다. 이 확률 공간 위에 다음과 같은 확률 변수를 정의하자.
{\displaystyle X\colon 2,4,6\mapsto 0}
{\displaystyle X\colon 1,3,5\mapsto 1}
즉, {\displaystyle X}는 짝수가 나왔을 경우 0, 홀수가 나왔을 경우 1을 취한다. 그렇다면 주사위를 던져 짝수가 나올 확률은 다음과 같다.
{\displaystyle \operatorname {Pr} (X=0)=\operatorname {Pr} (\{2,4,6\})=1/2}
마찬가지로, 홀수가 나올 확률은 다음과 같다.
{\displaystyle \operatorname {Pr} (X=1)=\operatorname {Pr} (\{1,3,5\})=1/2}

### 예2
두 개의 주사위를 던진 결과의 확률 공간
{\displaystyle (\Omega \times \Omega ,{\mathcal {F}}\times {\mathcal {F}},\operatorname {Pr} \times \operatorname {Pr} )}
을 생각하자. 즉, 두 주사위의 눈의 수는 서로 독립이다. 두 눈의 수의 합을 나타내는 확률 변수
{\displaystyle Y\colon (i,j)\mapsto i+j}
의 확률 분포는 다음과 같다.
{\displaystyle \operatorname {Pr} (Y=2)=\operatorname {Pr} (\{(1,1)\})=1/36}
{\displaystyle \operatorname {Pr} (Y=3)=\operatorname {Pr} (\{(1,2),(2,1)\})=1/18}
{\displaystyle \operatorname {Pr} (Y=4)=\operatorname {Pr} (\{(1,3),(2,2),(3,1)\})=1/12}
{\displaystyle \operatorname {Pr} (Y=5)=\operatorname {Pr} (\{(1,4),(2,3),(3,2),(4,1)\})=1/9}
{\displaystyle \operatorname {Pr} (Y=6)=\operatorname {Pr} (\{(1,5),(2,4),(3,3),(4,2),(5,1)\})=5/36}
{\displaystyle \operatorname {Pr} (Y=7)=\operatorname {Pr} (\{(1,6),(2,5),(3,4),(4,3),(5,2),(6,1)\})=1/6}
{\displaystyle \operatorname {Pr} (Y=8)=\operatorname {Pr} (\{(2,6),(3,5),(4,4),(5,3),(6,2)\})=5/36}
{\displaystyle \operatorname {Pr} (Y=9)=\operatorname {Pr} (\{(3,6),(4,5),(5,4),(6,3)\})=1/9}
{\displaystyle \operatorname {Pr} (Y=10)=\operatorname {Pr} (\{(4,6),(5,5),(6,4)\})=1/12}
{\displaystyle \operatorname {Pr} (Y=11)=\operatorname {Pr} (\{(5,6),(6,5)\})=1/18}
{\displaystyle \operatorname {Pr} (Y=12)=\operatorname {Pr} (\{(6,6)\})=1/36}

## 같이 보기
- 사건 (확률론)
- 무작위성
- 확률 과정

## 참고 문헌
- Doob, Joseph L. (1996년 8월). “The development of rigor in mathematical probability (1900–1950)”. 《The American Mathematical Monthly》 (영어) 103 (7). doi:10.2307/2974673. ISSN 0002-9890. JSTOR 2974673. MR 1404084. Zbl 0865.01011.
- Kersting, Götz; Wakolbinger, Anton (2014). 《Zufallsvariable und Stochastische Prozesse》 (독일어). Birkhäuser. ISBN 978-3-7643-8432-6.
- Fahrmeir, Ludwig; Künstler, Rita; Pigeot, Iris; Tutz, Gerhard (2012). 《Statistik: Der Weg zur Datenanalyse》 (독일어) Auflage 7판. Springer. ISBN 978-3-6420-1938-8.
- Papula, Lothar (2011). 《Mathematik für Ingenieure und Naturwissenschaftler Band 3》 (독일어) Auflage 6판. Vieweg+Teubner Verlag. ISBN 978-3-8348-1227-8.